# Марцали
Ма́рцали (венг.  Marcali) — город в юго-западной Венгрии, в медье Шомодь. Население города по данным на 2004 год — 12 575 человек.

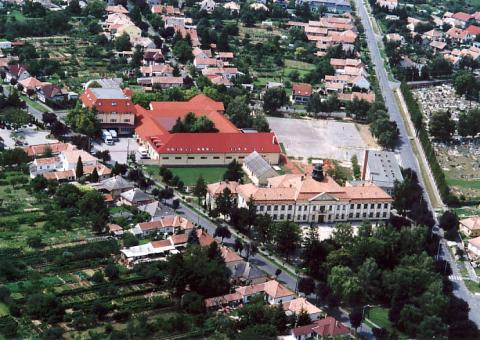
Замок Сеченьи

Город расположен примерно в 180 километрах к юго-западу от Будапешта, в 15 километрах к югу от побережья озера Балатон. В 30 километрах к северу расположен город Кестхей, в 40 километрах к юго-западу — Надьканижа, а в 45 километрах к юго-востоку находится столица медье — Капошвар. Через город проходит шоссе Кестхей — Надьятад — Барч и железнодорожная ветка Кестхей — Марцали — Надьятад.
Марцали впервые упомянут в 1274 году. Всю свою историю оставался небольшим посёлком в центре сельскохозяйственного региона, в 1977 году в его состав были включены три близлежащие деревни, после чего Марцали получил статус города.
Основную роль в экономике традиционно играло сельское хозяйство и пищевая промышленность, в последние годы развивается туризм. Серьёзный импульс для своего развития город получил с открытием в 2003 году в городе термальных источников и строительства комплекса купален.
Главная достопримечательность города — средневековый дворец дворянского рода Сеченьи.

## Население
| Год  | Численность | Численность |
| ---- | ----------- | ----------- |
| 2013 | 11 733      | [ 3 ]       |
| 2014 | 11 697      | [ 4 ]       |
| 2018 | 11 169      | [ 5 ]       |
| 2021 | 11 132      | [ 6 ]       |
| 2022 | 10 818      | [ 7 ]       |
| 2023 | 10 700      | [ 8 ]       |
| 2024 | 10 502      | [ 2 ]       |